# Tigaon
Tigaon is een gemeente in de Filipijnse provincie Camarines Sur op het eiland Luzon. Bij de laatste census in 2007 had de gemeente bijna 46 duizend inwoners.

## Geografie

### Bestuurlijke indeling
Tigaon is onderverdeeld in de volgende 23 barangays:
| - Abo - Cabalinadan - Caraycayon - Casuna - Consocep - Coyaoyao - Gaao - Gingaroy - Gubat - Huyonhuyon - Libod - Mabalodbalod | - May-Anao - Panagan - Poblacion - Salvacion - San Antonio - San Francisco - San Miguel - San Rafael - Talojongon - Tinawagan - Vinagre |

## Demografie
Tigaon had bij de census van 2007 een inwoneraantal van 45.509 mensen. Dit zijn 5.299 mensen (13,2%) meer dan bij de vorige census van 2000. De gemiddelde jaarlijkse groei komt daarmee uit op 1,72%, hetgeen lager is dan het landelijk jaarlijks gemiddelde over deze periode (2,04%). Vergeleken met de census van 1995 is het aantal mensen met 6.323 (16,1%) toegenomen.

De bevolkingsdichtheid van Tigaon was ten tijde van de laatste census, met 45.509 inwoners op 72,35 km², 629 mensen per km².